# Йелена Танаскович
Йелена Танаскович (на сръбски: Јелена Танасковић / Jelena Tanasković) е сръбска политичка и икономистка. Тя е експерт по финансовите въпроси. От 26 октомври 2022 г. е министърка на земеделието, горите и управлението на водите на Сърбия в третото правителство на Ана Бърнабич. От 2018 г. заема длъжността държавен секретар в Министерството на финансите на Сърбия, а през 2020 г. е назначена за държавен секретар в Министерството на опазване на околната среда на Сърбия. Тя е член на Сръбската прогресивна партия.

## Биография
Родена е на 9 август 1976 г. в град Белград, Социалистическа република Сърбия, СФРЮ. Завършва основното си и средно образование, както и основни изследвания по икономика в Белград. Омъжва се и има две деца.
През 2003 г. започва работа в частна фирма за външна търговия във финансовия сектор, по-късно в продължение на десет години работи като банкер за NLB Group. През 2017 г. тя е назначена за секретар на финансите на Белград. Година по-късно тя става държавен секретар в министъра на финансите, през който е близък сътрудник на Синиша Мали. През 2020 г. е избрана за член на Управителния съвет на „Застраховане Дунав“ и за държавен секретар в Министерството на опазването на околната среда на Сърбия. През юли 2021 г. обявява, че „опазването на околната среда е един от трите ключови приоритета на страната“.
На 23 октомври 2022 г. е обявено, че тя ще служи като министър на земеделието, горите и водното стопанство в третия кабинет на Ана Бърнабич. Полага клетва като министър на 26 октомври, наследявайки Бранислав Недимович.